# Cola flavo-velutina
Cola flavo-velutina es una especie de árbol perteneciente a la familia de las malváceas. Es endémica de Camerún.

## Descripción
Es un árbol que alcanza los 9 m de altura que crece en las tierras bajas de las selvas de Ghana, sur de Nigeria, oeste de Camerún, y en Gabón.

## Sinonimia
- Cola idoumensis Pellegr.
- Cola flavo-velutina K.Schum. var. flavo-velutina
- Cola flavo-velutina var. idoumensis (Pellegr.) N.Hallé (1961)[2]